# Onthophagus clypeatus
Onthophagus clypeatus är en skalbaggsart som beskrevs av Blanchard 1846. Onthophagus clypeatus ingår i släktet Onthophagus och familjen bladhorningar. Inga underarter finns listade i Catalogue of Life.